# Denise Manahan-Vaughan
Denise Manahan-Vaughan (* 17. Mai 1965 in Dublin) ist eine irische Neurophysiologin und Hochschullehrerin an der Ruhr-Universität Bochum.

## Leben und Wirken
Manahan-Vaughan studierte am Trinity College Dublin und erwarb dort 1988 den akademischen Grad Bachelor of Science. 1992 wurde sie dort in Neuropharmakologie und Neurophysiologie promoviert. Anschließend arbeitete sie am Trinity College als wissenschaftliche Assistentin und Dozentin für Physiologie. Ab 1994 war sie als Postdoktorandin am Leibniz-Institut für Neurobiologie in Magdeburg. 1998 wurde sie von der Universität Magdeburg für Physiologie habilitiert. In der Folge leitete sie verschiedene Forschungsgruppen, zunächst am Magdeburger Leibniz-Institut, ab 1999 am Johannes-Müller-Zentrum für Physiologie der Charité. 2003 wechselte sie an die Universität Bochum, wo sie den ordentlichen Lehrstuhl für Neurowissenschaften übernahm. 2007 wechselte sie innerhalb der Universität Bochum auf den Lehrstuhl für Neurophysiologie der Medizinischen Fakultät. 2010 warb sie erfolgreich einen Sonderforschungsbereich zum Thema „Integration und Repräsentation sensorischer Prozesse“ ein und gründete im selben Jahr das „Research Department of Neuroscience“ mit. Seit 2017 ist sie Direktorin des Instituts für Physiologie der Medizinischen Fakultät. Seit dem 1. November 2021 ist Manahan-Vaughan Prorektorin für Struktur, Strategie und Planung der Universität Bochum. 2022 wurde sie zum Mitglied in die Deutsche Akademie der Naturforscher Leopoldina gewählt.

## Forschung
Manahan-Vaughans Forschungsschwerpunkte liegen im Bereich der Neurowissenschaften und dort mit den Unterschwerpunkten Neurophysiologie, Hirnleistungsstörungen, synaptische Plastizität, Lernen und Gedächtnis und sensorische Informationsverarbeitung. Der Fokus ihrer Arbeit liegt auf der Aufklärung von Mechanismen, die dem Erwerb und der Aufrechterhaltung von assoziativen Langzeiterinnerungen zugrunde liegen. Ein besonderes Augenmerk liegt auf dem Hippocampus, der für die Bildung autobiografischer und räumlicher Erinnerungen von größter Bedeutung ist. Dabei tragen ihre Forschungen dazu bei, wie Lernen die synaptische Plastizität bei gesunden Menschen sowie nach Unfällen und bei Krankheit beeinflusst.
Darüber hinaus erforscht sie die molekularen, zellulären, genetischen und systemischen Mechanismen der synaptische Plastizität und hierbei insbesondere die Entstehung komplexer Langzeitgedächtnisse im Gehirn von Säugetieren und wie hierbei spezifischer neuronaler Proteine und Rezeptoren von Neurotransmittern mitwirken. Methodisch kombiniert Manahan-Vaughan elektrophysiologische Analysen der synaptischen Plastizität mit zellulärer oder magnetischer Resonanz-Bildgebung. Der multidisziplinäre Forschungsansatz umfasst zudem Verhaltensanalysen des Lernens, immunhistochemische, biochemische und molekularbiologische Analysen sowie konfokale Mikroskopie, um die Entstehung von Erinnerungen im Gehirn und die Auswirkungen von Hirnstörungen auf diese Prozesse zu erforschen. Dabei konzentriert sie sich vor allem auf Prozesse, die Psychosen und der Alzheimer-Krankheit zugrunde liegen.